# Hulua minima
Hulua minima är en spindelart som beskrevs av Forster och Wilton 1973. Hulua minima ingår i släktet Hulua och familjen Desidae. Inga underarter finns listade i Catalogue of Life.